# Střelba v Chadeře 2022
Střelba v Chadeře se odehrála 27. března 2022. Dva ozbrojenci Islámského státu zahájili palbu na autobusové zastávce na ulici Herberta Samu'ela v izraelském městě Chadera, kde zabili dva lidi a dvanáct jich zranili.
K útoku došlo v době, kdy se v Izraeli konal Negevský summit, konference izraelských úřadů a zástupců Egypta, Bahrajnu, Maroka a Spojených arabských emirátů (poslední tři jmenované země podepsaly Abrahámovské dohody), kteří se sešli v Sde Boker, což souviselo s návštěvou ministra zahraničních věcí Spojených států amerických Antonyho Blinkena v Izraeli.

## Útok
Ozbrojenci zaútočili večer na autobusové zastávce poblíž skupiny restaurací. Teroristé vybavení útočnými puškami záměrně stříleli na civilisty a policisty a zabili dva devatenáctileté příslušníky izraelské pohraniční policie, Jazana Faláha a Širela Abúkarata. Podle Magen David Adom bylo zraněno dalších deset osob, včetně tří policistů. Dva ze zraněných utrpěli vážná zranění. Útočníci byli následně zastřeleni policisty, kteří večeřeli v nedaleké restauraci.

## Pachatelé
Dva teroristé, Ajman a Ibrahím Ighbaríovi, byli identifikováni jako izraelští arabští bratranci z izraelského Umm al-Fahmu.

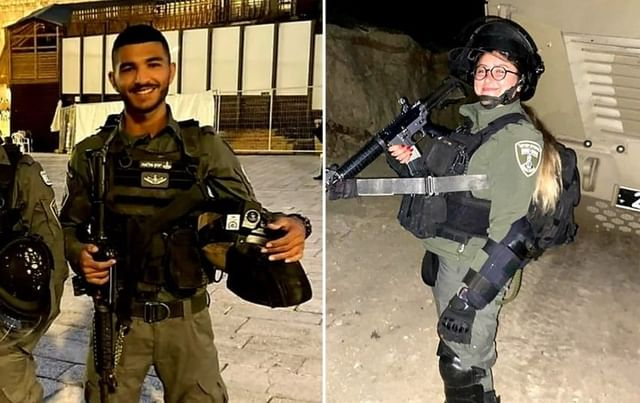
Jazan Faláh (vlevo) a Širel Abúkarat, dva zabití příslušníci pohraniční policie

Před útokem zveřejnili video, na kterém se objímají před vlajkou Islámského státu. Ibrahím byl již dříve v roce 2016 chycen tureckými úřady za pokus o připojení se k jednotkám Islámského státu v Sýrii a odseděl si 18 měsíců v izraelském vězení.

## Následky
Hamás, Hizballáh a Palestinský islámský džihád útok pochválily, ale k odpovědnosti se nepřihlásily.
Následující den se konal pohřeb Jazana Faláha a Širel Abúkarat. Obou pohřbů se zúčastnily tisíce lidí, včetně politiků a vysokých policejních úředníků. Faláh, izraelský Drúz, byl pohřben na vojenském hřbitově v Kisra-Sumej, svém rodném městě. Pohřbu se zúčastnili ministr vnitřní bezpečnosti Omer Bar-Lev, ministr spravedlnosti Gid'on Sa'ar a Mowafak Taríf, duchovní vůdce izraelské drúzské komunity. Abúkarat, francouzsko-izraelská občanka, byla pohřbena na vojenském hřbitově v Netanji, svém rodném městě. Pohřbu se zúčastnil ministr turismu Jo'el Razvozov a starostka Netanji Mirjam Feirberg.
Ministři zahraničí čtyř arabských zemí, kteří se zúčastnili Negevského summitu, útok odsoudili. Antony Blinken, který byl v době útoku na návštěvě Izraele, napsal na Twitteru, že „nesmyslné násilné činy a vraždy nemají ve společnosti místo“.
K útoku se později téhož dne prostřednictvím zpravodajské agentury Amak přihlásil Islámský stát (IS), což je poprvé od roku 2017, kdy se IS přihlásil k útoku v Izraeli. Omer Bar-Lev uvedl, že policie bude „rozmístěna ve všech oblastech“, a označil to za velkou bezpečnostní hrozbu. Policie zadržela pět osob podezřelých z napojení na útočníky.
Deník The Times of Israel uvedl, že na facebookové stránce obce Umm al-Fahm byl zveřejněn příspěvek truchlící nad smrtí Ighbaríů. Starosta Samír Subhí Mahamíd krátce po incidentu oznámil svou rezignaci, ale pak změnil názor a rozhodl se nerezignovat.

## Galerie

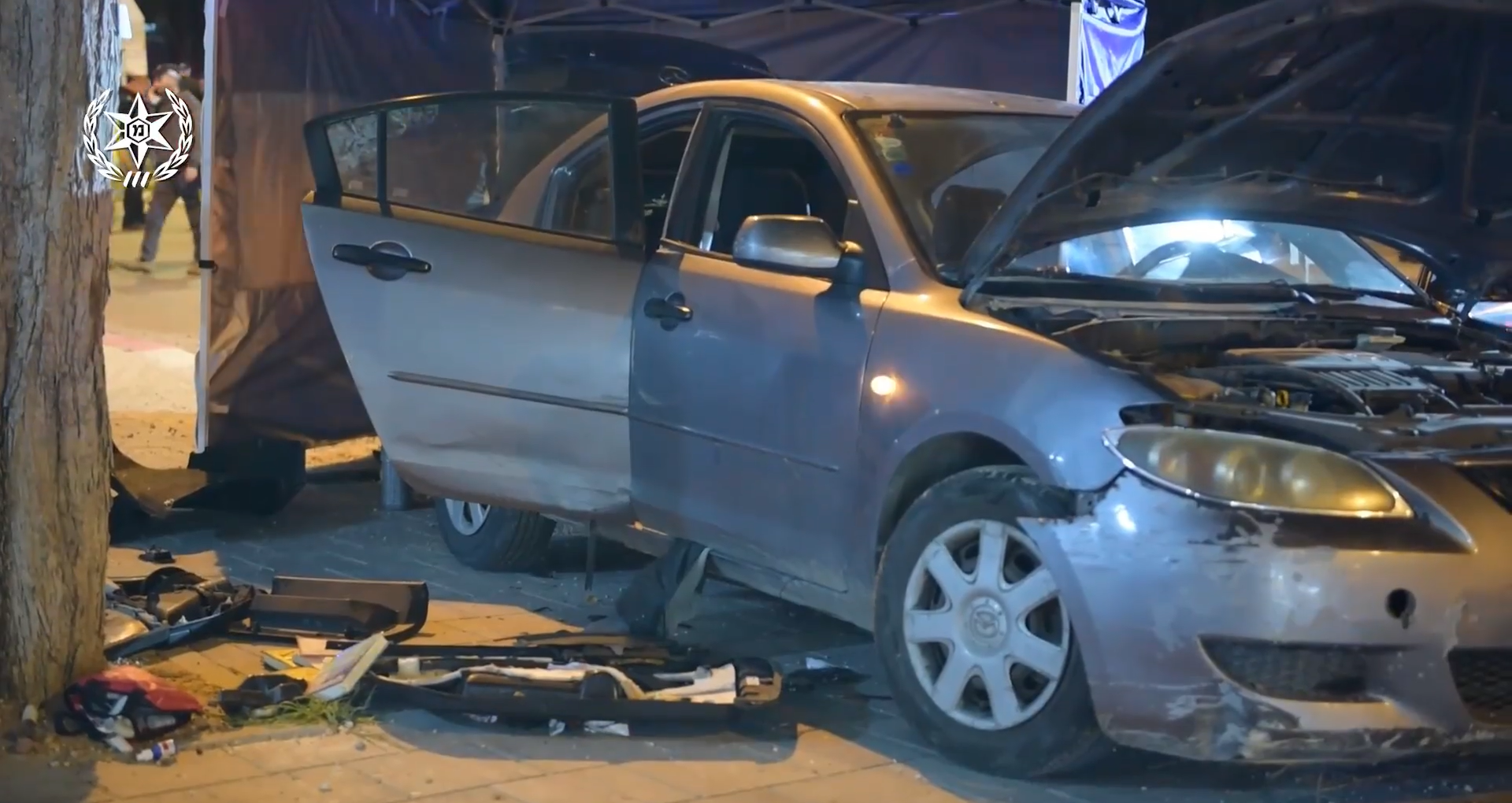
Vozidlo, ve kterém teroristé přijeli
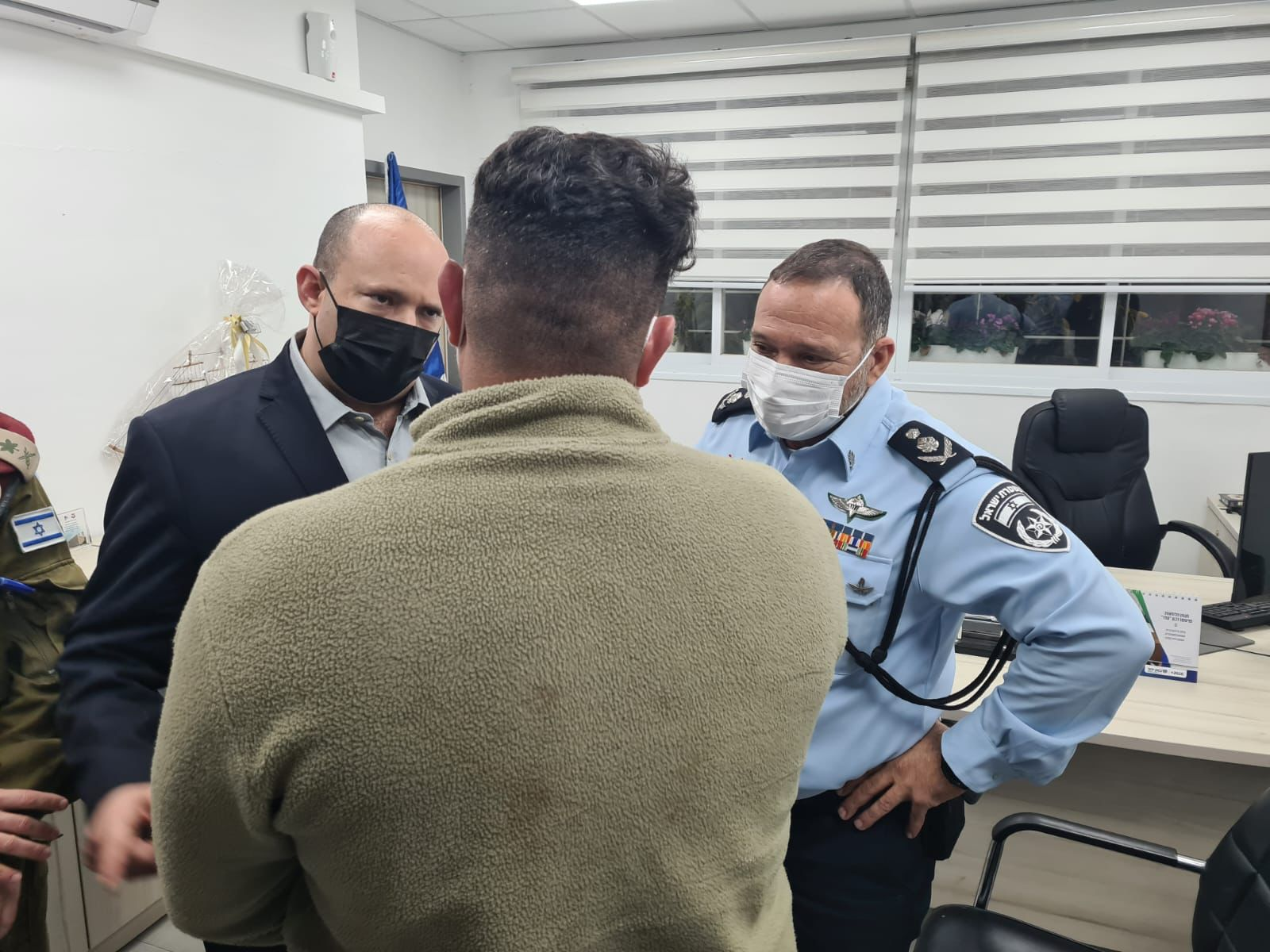
Jeden z policistů, který teroristy zabil, spolu s premiérem a komisařem.
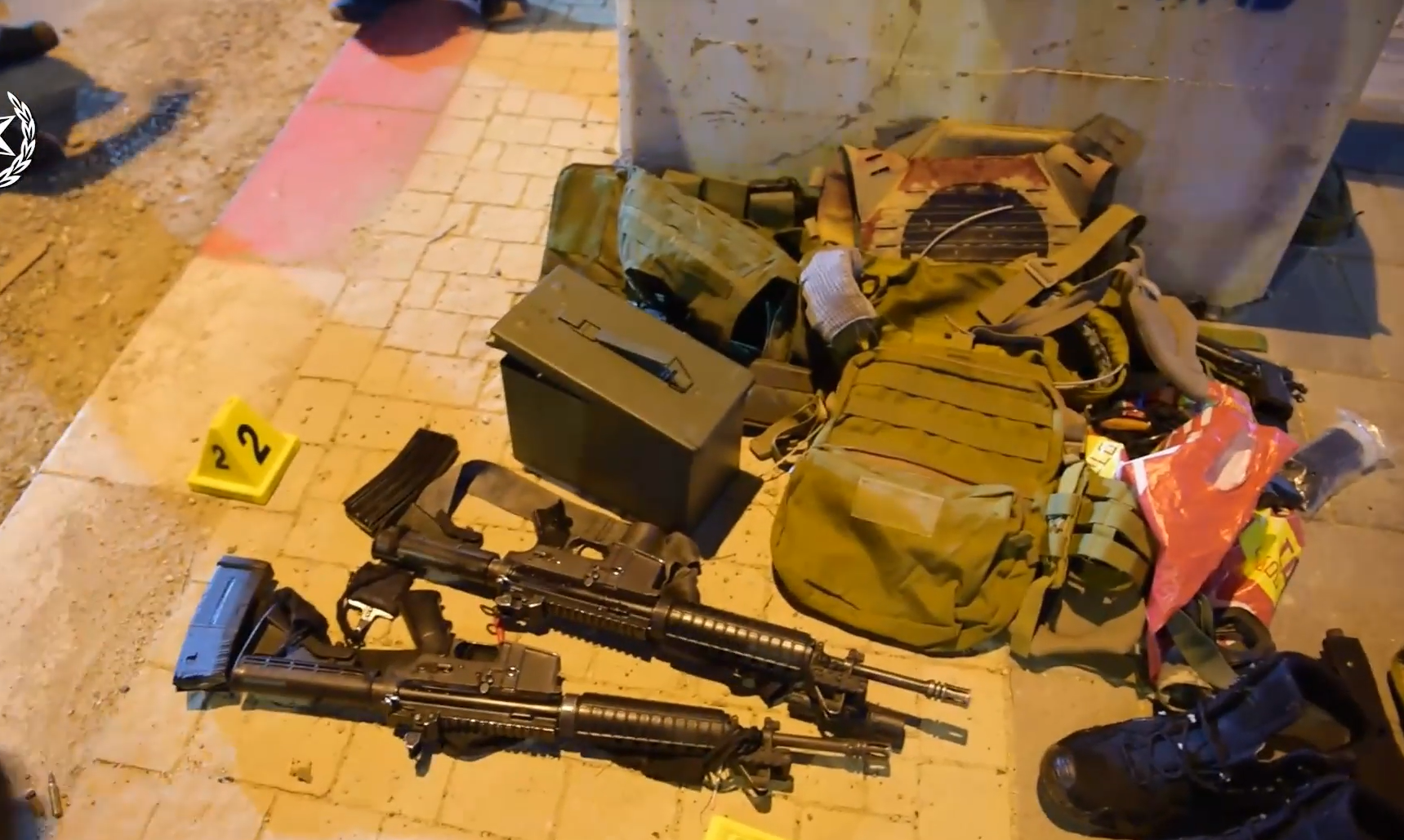
Zbraně a munice nalezené na místě útoku